# Georgische Botschaft in Berlin

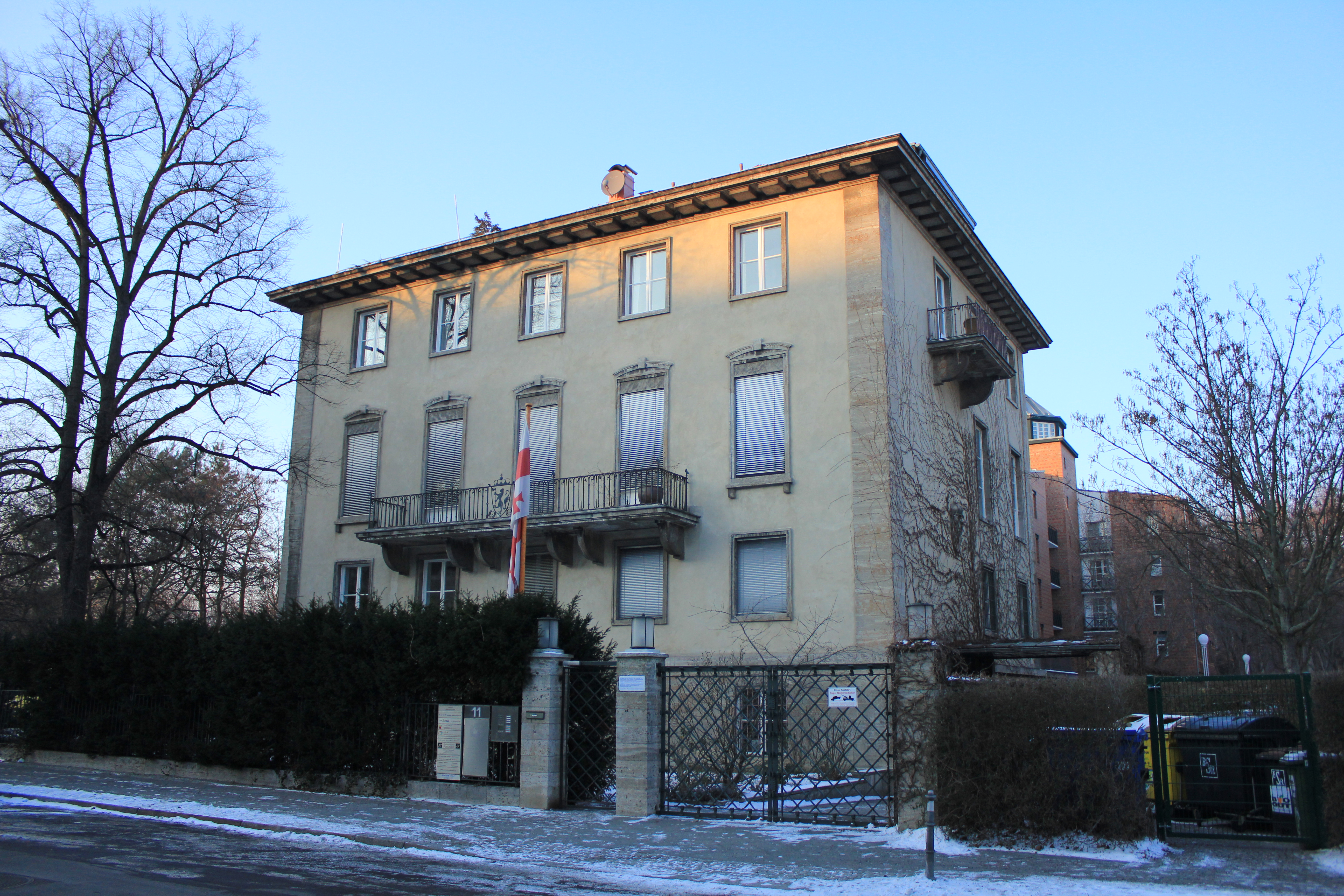
Botschaft im Gebäude in der Rauchstraße

Die georgische Botschaft in Berlin befindet sich im Berliner Ortsteil Tiergarten des Bezirks Mitte im ersten Obergeschoss des Hauses Rauchstraße 11. Sie vertritt seit 1992, nach dem Zerfall der Sowjetunion 1991, die Republik Georgien bei allen diplomatischen Angelegenheiten mit Deutschland. Botschafter ist Levan Izoria seit Anfang 2020.

## Aufgaben
Die Botschaft ist ein Ort der Repräsentation und dient insbesondere der Pflege bilateraler Beziehungen zwischen dem kaukasischen Land Georgien und der Bundesrepublik Deutschland. Durch ihre Mitarbeiter vertritt die Botschaft die Interessen Georgiens und seiner Staatsangehörigen in Deutschland, verhandelt mit der Regierung des Empfangsstaates, bemüht sich um die Förderung freundschaftlicher Beziehungen zwischen den beiden Staaten und den Ausbau ihrer wirtschaftlichen, kulturellen und wissenschaftlichen Kooperation. Die Konsularabteilung der Botschaft stellt interessierten Geschäftsleuten, Studierenden oder Touristen erforderlichenfalls auf Antrag Reisedokumente aus.
Die Botschaft unterhält ein Generalkonsulat in Frankfurt am Main (Adresse: Bockenheimer Landstraße 97–99) für die Bundesländer Hessen, Saarland, Nordrhein-Westfalen, Rheinland-Pfalz und Thüringen. Generalkonsul ist Ioseb Chkhikvishvili. Außerdem gibt es in München (Adresse: Ottostraße 13) ein Honorarkonsulat für den Amtsbezirk Bayern und Baden-Württemberg mit dem Honorarkonsul Claus Hipp. Konsularische Aufgaben für Bayern und Baden-Württemberg nimmt Konsul Zakaria Megrelishvili in München, Luisenstraße 43, wahr.

## Geschichte
Die erste Demokratische Republik Georgien, die am 26. Mai 1918 ausgerufen wurde, unterhielt bereits Beziehungen mit dem Deutschen Reich. Jason Bakradze wurde 1918 als Vertreter der georgischen Regierung nach Berlin entsandt. Am 24. September 1920 erkannte Deutschland die Unabhängigkeit Georgiens an, und die diplomatischen Beziehungen wurden auf Staatsebene vertraglich geregelt. Deutscher Botschafter in Georgien wurde im Dezember 1920 Ulrich Rauscher, in Deutschland nahm Wladimir Achmeteli die Gesandtschaftsaufgaben wahr. Die georgische Gesandtschaft befand sich in der Brückenallee 31 in Berlin-Tiergarten (nach dem Zweiten Weltkrieg überbaut).
Nach der Annexion Georgiens durch Russland und seiner Eingliederung in die UdSSR wurden die diplomatischen Beziehungen mit dem Ausland für eine gewisse Zeit fortgesetzt, aber 1922 beendet. Somit endete die erste offizielle Phase der deutsch-georgischen Beziehungen, was sich erst nach 70 Jahren mit dem Zusammenbruch der Sowjetunion ändern sollte.
Am 13. April 1992 wurde die Aufnahme diplomatischer Beziehungen zwischen dem wiedervereinigten Deutschland und dem 1991 wieder unabhängig gewordenen Georgien vertraglich vereinbart, nachdem Deutschland Georgiens Unabhängigkeit im März 1992 anerkannt hatte.
Nach diesem Vertrag und unter Berücksichtigung dessen, dass der Regierungssitz der Bundesrepublik nach Berlin verlegt wurde, schauten sich Vertreter des Landes nach einer geeigneten Immobilie um. Vorerst bezogen sie eine Villa in der Pankower Heinrich-Mann-Straße 32. Als ständiger Sitz war das Haus aber nicht geeignet. So erwarb der georgische Staat im Jahr 2010 Räumlichkeiten des denkmalgeschützten Gebäudes in der Rauchstraße 11, Berlin-Tiergarten. Es handelte sich um die frühere norwegische Gesandtschaft, die 1940 eröffnet und nach Plänen der Architekten Otto von Estorff und Gerhard Winkler errichtet worden war. Nach entsprechenden Sanierungsarbeiten bezog die Botschaft noch im gleichen Jahr (2010) ihre neuen Räume. Der Rest des Hauses ist als Büro- und Geschäftshaus konzipiert.

## Botschafter
- 1918 November–1919: Jason Bakradze (Repräsentant der georgischen Regierung bei der Reichsregierung in Berlin)
- 1919–1921: Wladimir Achmeteli (Gesandter der Republik Georgien)
- 1993 (18. Oktober)–2004 (14. Februar): Konstantine Gabashvili
- 2004 (19. Februar)–2007 (15. Januar): Maya Panjikidze
- 2007 (15. Januar)–2009 (6. November): Levan Duchidze
- 2009 (6. November)–2013 (14. März): Gabriela von Habsburg
- 2014 (19. Februar)–2018 (Januar): Lado Tschanturia
- 2018 (29. März)–2020 (April) Elguja Khokrishvili
- 2020 (April): Levan Izoria[6]

Im Gegenzug waren bzw. sind neun deutsche Diplomaten in der deutschen Botschaft in Georgien tätig (seit 13. April 1992; Stand: November 2018).